# Las Animas
Las Animas település az Amerikai Egyesült Államok Colorado államában, Bent megyében, melynek megyeszékhelye is. Lakosainak száma 2300 fő (2020. április 1.).

## Népesség
A település népességének változása:

| 2010 | 2 410 |
| 2020 | 2 300 |